# Llista de governadors de Nuevo León

Escut de Nuevo León

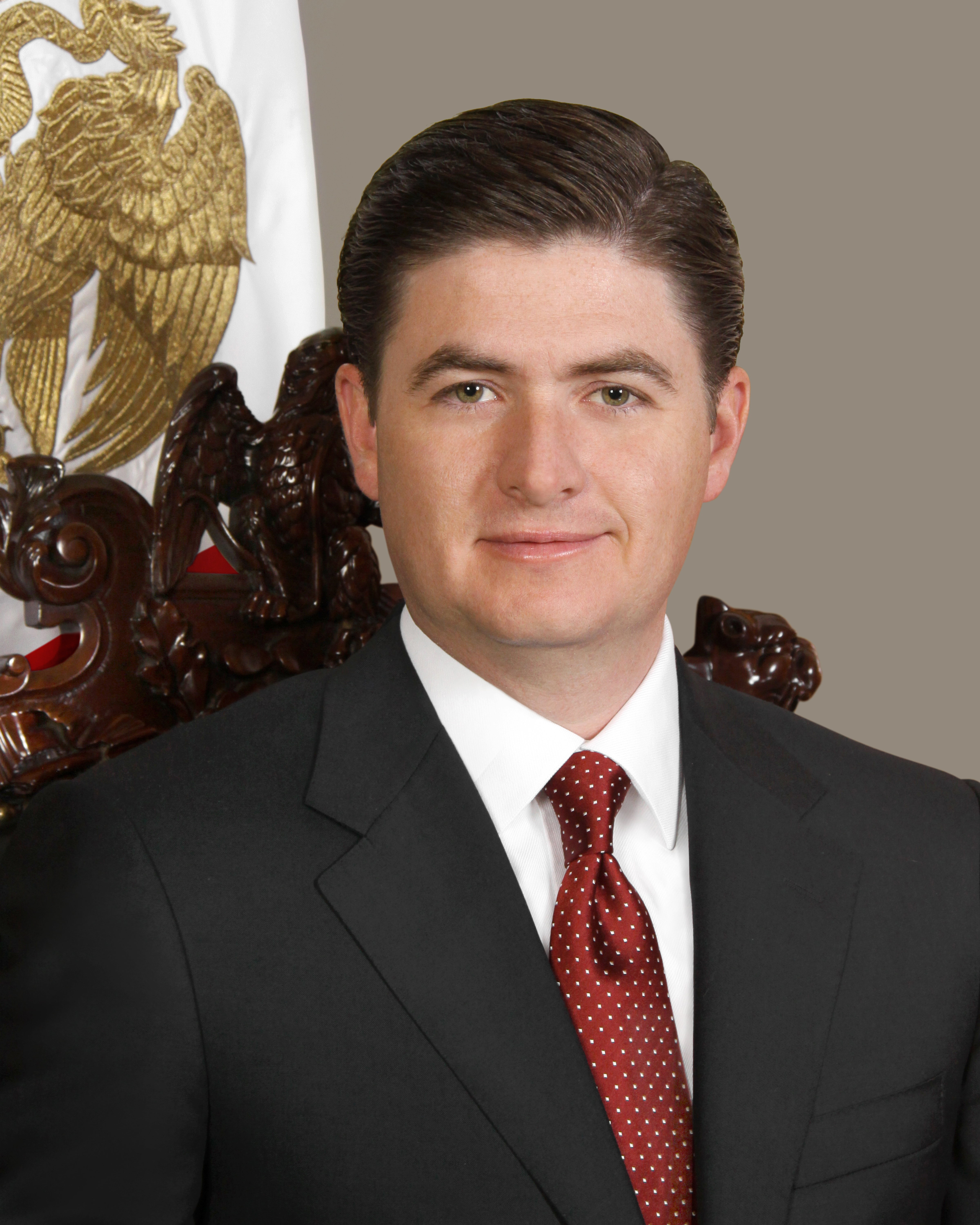
Rodrigo Medina de la Cruz

Aquesta és la llista dels governadors de Nuevo León. L'estat mexicà de Nuevo León ha estat governat per més d'un centenar de persones al llarg de la seva història, els quals han ostentat diferents càrrecs depenent del sistema polític vigent a la regió. Sota el règim actual, el poder executiu recau en un governador, qui és escollit directament pels ciutadans, mitjançant un vot secret, per a un mandat de sis anys sense possibilitat de reelecció. La posició està oberta només a un ciutadà mexicà per naixement, d'almenys 30 anys amb almenys cinc anys de residència a Nuevo León.
El mandat del governador comença el 4 d'octubre i acaba el 3 d'octubre sis anys després. Les eleccions es convoquen 3 anys abans o després de les eleccions presidencials.

## Nou Regne de León
| Nom                                    | Inici | Fi   |
| Luis de Carvajal y de la Cueva         | 1579  | 1588 |
| Diego de Montemayor                    | 1588  | 1611 |
| Diego de Montemayor (el mozo)          | 1611  | 1612 |
| Diego Rodríguez                        | 1612  | 1614 |
| Agustín de Zavala                      | 1614  | 1625 |
| Martín de Zavala                       | 1625  | 1664 |
| León de Alza                           | 1665  | 1667 |
| Nicolás de Azcárraga                   | 1667  | 1676 |
| Domingo de Pruneda                     | 1676  | 1681 |
| Domingo de Videgaray y Zarza           | 1681  | 1681 |
| Francisco de la Calancha y Valenzuela  | 1681  | 1681 |
| Blas de la Garza Falcón                | 1681  | 1681 |
| Juan de Echeverría                     | 1681  | 1682 |
| Diego de Villarreal                    | 1682  | 1683 |
| Alonso de León                         | 1683  | 1684 |
| Antonio de Echevérez y Subiza          | 1684  | 1687 |
| Francisco Cuervo de Valdés             | 1687  | 1688 |
| Pedro Fernández de la Ventosa          | 1688  | 1693 |
| Juan Pérez de Merino                   | 1693  | 1698 |
| Juan Francisco de Vergara y Mendoza    | 1698  | 1703 |
| Francisco Báez Treviño                 | 1703  | 1705 |
| Gregorio de Salinas Varona             | 1705  | 1707 |
| Cipriano García de Pruneda             | 1707  | 1708 |
| Luis García de Pruneda                 | 1708  | 1710 |
| Francisco Mier y Torre                 | 1710  | 1714 |
| Francisco Báez Treviño                 | 1714  | 1718 |
| Juan Ignacio Flores Mogollón           | 1718  | 1719 |
| Francisco de Barbadillo y Vitoria      | 1719  | 1723 |
| Luis García de Pruneda                 | 1723  | 1723 |
| Juan José de Arriaga y Brambila        | 1723  | 1725 |
| Pedro de Sarabia Cortés                | 1725  | 1730 |
| Bernardino de Meneses Monroy y Mendoza | 1730  | 1731 |
| José Fernández de Jáuregui y Urrutia   | 1731  | 1740 |
| Pedro del Barrio Junco y Expriella     | 1740  | 1746 |
| Vicente Bueno de Borbolla              | 1746  | 1751 |
| Pedro del Barrio Junco y Expriella     | 1752  | 1757 |
| Domingo Miguel Guajardo                | 1757  | 1759 |
| Juan Manuel Muñoz de Villavicencio     | 1759  | 1762 |
| Carlos de Velasco                      | 1762  | 1764 |
| Ignacio Ussel de Guimbarda             | 1764  | 1772 |
| Francisco de Echegaray                 | 1772  | 1773 |
| Melchor Vidal de Lorca y Villena       | 1773  | 1781 |
| Vicente González de Santianés          | 1781  | 1785 |
| José Joaquín de Mier y Noriega         | 1785  | 1789 |
| Manuel Bahamonde y Villamil            | 1789  | 1795 |
| Simón de Herrera y Leyva               | 1795  | 1805 |
| Pedro de Herrera y Leyva               | 1805  | 1810 |

## Guerra d'Independència
| Nom | Inici                | Fi                   |
| Manuel de Santa María | 26 d'abril de 1810   | 17 de gener de 1811  |
| José Santiago Villarreal | 17 de gener de 1811  | 1 d'abril de 1811    |
| Blas José Gómez de Castro | 1 d'abril de 1811    | 11 de març de 1813   |
| Ramón Díaz Bustamante | 11 de març de 1813   | 23 d'abril de 1813   |
| Alcaldes de primer vot: Pedro Manuel de Llano Fernando de Uribe Juan Antonio Mújica Francisco Antonio Farías José Froylán de Mier y Noriega Francisco Bruno Barrera | 23 d'abril de 1813   | 20 d'octubre de 1817 |
| Bernardo Villamil y Barrera | 20 d'octubre de 1817 | 30 de gener de 1818  |
| Francisco Bruno Barrera | 30 de gener de 1818  | 22 de juliol de 1822 |

## Mèxic independent
| Nom                                        | Inici                  | Fi                     | Imatge                          |
| Juan José de la Garza Treviño              | 22 de juliol de 1822   | 9 de setembre de 1822  |                                 |
| José Alejandro de Treviño y Gutiérrez      | 9 de setembre de 1822  | 22 de novembre de 1822 |                                 |
| Juan de Echeandía                          | 22 de novembre de 1822 | 17 de gener de 1823    |                                 |
| Rafael González                            | 17 de gener de 1823    | 28 de gener de 1823    |                                 |
| José Antonio Rodríguez                     | 28 de gener de 1823    | 22 de setembre de 1823 |                                 |
| Juan de Echeandía                          | 22 de setembre de 1823 | 14 de novembre de 1823 |                                 |
| José Eusebio Rodríguez                     | 14 de novembre de 1823 | 28 de novembre de 1823 |                                 |
| Francisco de Mier y Noriega                | 28 de novembre de 1823 | 11 d'agost de 1824     |                                 |
| José Antonio Rodríguez                     | 11 d'agost de 1824     | 15 de juny de 1825     |                                 |
| José María Parás                           | 15 de juny de 1825     | 17 de febrer de 1827   |                                 |
| Manuel Gómez de Castro                     | 17 de febrer de 1827   | 17 de febrer de 1829   |                                 |
| Joaquín García                             | 17 de febrer de 1829   | 9 de novembre de 1829  |                                 |
| Manuel Gómez de Castro (interí)            | 9 de novembre de 1829  | 30 de desembre de 1829 |                                 |
| Joaquín García                             | 30 de desembre de 1829 | 5 de setembre de 1830  |                                 |
| Nicolás José de la Garza y Guerra (interí) | 5 de setembre de 1830  | 12 d'octubre de 1830   |                                 |
| Joaquín García                             | 12 d'octubre de 1830   | 17 de febrer de 1832   |                                 |
| Manuel Gómez de Castro                     | 17 de febrer de 1833   | 25 de febrer de 1833   |                                 |
| Manuel María de Llano                      | 25 de febrer de 1833   | 1 d'agost de 1834      | Manuel María de Llano           |
| Pedro Lemus                                | 1 d'agost de 1834      | 3 d'agost de 1834      |                                 |
| Manuel Gómez de Castro                     | 3 d'agost de 1834      | 17 de febrer de 1835   |                                 |
| Juan Nepomuceno de la Garza y Evia         | 17 de febrer de 1835   | 6 de febrer de 1836    |                                 |
| Manuel Gómez de Castro (interí)            | 6 de febrer de 1836    | 19 de març de 1836     |                                 |
| Domingo Martínez (interí)                  | 19 de març de 1836     | 11 d'abril de 1836     |                                 |
| Juan Nepomuceno de la Garza y Evia         | 11 d'abril de 1836     | 8 d'agost de 1837      |                                 |
| Joaquín García                             | 8 d'agost de 1837      | 29 de març de 1838     |                                 |
| Pedro José Morales (interí)                | 29 de març de 1838     | 5 de juliol de 1838    |                                 |
| Joaquín García                             | 5 de juliol de 1838    | 3 de març de 1839      |                                 |
| Manuel María de Llano (interí)             | 3 de març de 1839      | 12 de març de 1839     | Manuel María de Llano           |
| Anselmo R. de Marichalar (interí)          | 12 de març de 1839     | 21 de març de 1839     |                                 |
| Joaquín García                             | 21 de març de 1839     | 29 de juliol de 1839   |                                 |
| Anselmo R. de Marichalar                   | 29 de juliol de 1839   | 23 de setembre de 1839 |                                 |
| José de Jesus Davila y Prieto              | 23 de setembre de 1839 | 30 d'agost de 1841     |                                 |
| Mateo R. Quiroz                            | 30 d'agost de 1841     | 20 de setembre de 1841 |                                 |
| Manuel María de Llano                      | 20 de setembre de 1841 | 21 de desembre de 1841 | Manuel María de Llano           |
| José María Ortega                          | 21 de desembre de 1841 | 17 de desembre de 1844 |                                 |
| Manuel María de Llano                      | 17 de desembre de 1844 | 31 de març de 1845     | Manuel María de Llano           |
| Juan Nepomuceno de la Garza y Evia         | 31 de març de 1845     | 5 de gener de 1846     |                                 |
| Rómulo Díaz de la Vega (interí)            | 5 de gener de 1846     | 30 d'agost de 1846     | Rómulo Díaz de la Vega (interí) |
| Juan Nepomuceno de la Garza y Evia         | 30 d'agost de 1846     | 1 de setembre de 1846  |                                 |
| Pedro de Ampudia y Grimarest               | 1 de setembre de 1846  | 20 de setembre de 1846 | Pedro de Ampudia y Grimarest    |
| Francisco de Padua Morales                 | 20 de setembre de 1846 | 17 de febrer de 1848   |                                 |
| José María Parás                           | 17 de febrer de 1848   | 14 de gener de 1850    |                                 |
| Pedro José García                          | 14 de gener de 1850    | 17 de febrer de 1851   |                                 |
| Agapito García Dávila                      | 17 de febrer de 1851   | 19 de gener de 1853    |                                 |
| Juan Nepomuceno de la Garza y Evia         | 19 de gener de 1853    | 23 de juny de 1853     |                                 |
| Pedro de Ampudia y Grimarest               | 23 de juny de 1853     | 22 d'octubre de 1854   | Pedro de Ampudia y Grimarest    |
| Mariano Moret                              | 22 d'octubre de 1854   | 2 de novembre de 1854  |                                 |
| Jerónimo Cardona                           | 2 de novembre de 1854  | 23 de maig de 1855     |                                 |
| Santiago Vidaurri                          | 23 de maig de 1855     | 13 de desembre de 1856 | Santiago Vidaurri               |
| Juan Nepomuceno de la Garza y Evia         | 13 de desembre de 1856 | 17 d'agost de 1857     |                                 |

## Annexió Nuevo León-Coahuila (1857-1864)
| Nom                       | Inici                  | Fi                     | Imatge            |
| Santiago Vidaurri         | 17 d'agost de 1857     | 28 de juliol de 1858   | Santiago Vidaurri |
| Domingo Martínez (interí) | 28 de juliol de 1858   | 17 d'octubre de 1858   |                   |
| Santiago Vidaurri         | 17 d'octubre de 1858   | 25 de setembre de 1859 | Santiago Vidaurri |
| José Silvestre Aramberri  | 25 de setembre de 1859 | 5 de desembre de 1859  |                   |
| Domingo Martínez          | 5 de desembre de 1859  | 11 d'abril de 1860     |                   |
| Santiago Vidaurri         | 11 d'abril de 1860     | 5 d'agost de 1862      | Santiago Vidaurri |
| Domingo Martínez (interí) | 5 d'agost de 1862      | 12 de novembre de 1862 |                   |
| Santiago Vidaurri         | 12 de novembre de 1862 | 26 de febrer de 1864   | Santiago Vidaurri |

## Intervenció francesa
| Nom                            | Inici                  | Fi                     | Imatge                         |
| Jesús María Benítez y Pinillos | 26 de febrer de 1864   | 13 de juliol de 1864   | Jesús María Benítez y Pinillos |
| Manuel Z. Gómez                | 13 de juliol de 1864   | 15 de juliol de 1864   |                                |
| Julián Quiroga                 | 15 de juliol de 1864   | 26 d'agost de 1864     |                                |
| Jesús María Aguilar            | 26 d'agost de 1864     | 13 d'abril de 1865     |                                |
| Mariano Escobedo               | 13 d'abril de 1865     | 1 de juny de 1865      | Mariano Escobedo               |
| Simón de la Garza Melo         | 1 de juny de 1865      | 12 de juny de 1867     |                                |
| José María García              | 12 de juny de 1865     | 30 de juliol de 1866   |                                |
| Ignacio Garza García           | 30 de juliol de 1866   | 6 d'agost de 1866      |                                |
| Mariano Escobedo               | 6 d'agost de 1866      | 18 d'agost de 1866     | Mariano Escobedo               |
| Juan C. Doria                  | 18 d'agost de 1866     | 10 de novembre de 1866 |                                |
| Manuel Z. Gómez                | 10 de novembre de 1866 | 4 de desembre de 1867  |                                |

## República Restaurada
| Nom                                | Inici                  | Fi                     | Imatge                           |
| Jerónimo Treviño                   | 4 de desembre de 1867  | 9 de juny de 1869      | Jerónimo Treviño                 |
| Trinidad de la Garza Melo (interí) | 9 de juny de 1869      | 9 d'agost de 1869      |                                  |
| Jerónimo Treviño                   | 9 d'agost de 1869      | 17 de novembre de 1869 | Jerónimo Treviño                 |
| Lázaro Garza Ayala (interí)        | 17 de novembre de 1869 | 17 de febrer de 1870   |                                  |
| Jerónimo Treviño                   | 17 de febrer de 1870   | 17 d'octubre de 1870   | Jerónimo Treviño                 |
| José Eleuterio González (interí)   | 17 d'octubre de 1870   | 30 de novembre de 1870 | José Eleuterio González (interí) |
| Jerónimo Treviño                   | 30 de novembre de 1870 | 4 d'octubre de 1871    | Jerónimo Treviño                 |
| Genaro Garza García                | 4 d'octubre de 1871    | 9 de juny de 1872      |                                  |
| Lázaro Garza Ayala                 | 9 de juny de 1872      | 13 d'agost de 1872     |                                  |
| Narciso Dávila                     | 13 d'agost de 1872     | 4 de desembre de 1872  |                                  |
| José Eleuterio González            | 4 de desembre de 1872  | 4 d'octubre de 1873    | José Eleuterio González (interí) |
| Ramón Treviño                      | 4 d'octubre de 1873    | 2 de gener de 1874     |                                  |
| José Eleuterio González (interí)   | 2 de gener de 1874     | 8 de març de 1874      | José Eleuterio González (interí) |
| Ramón Treviño                      | 8 de març de 1874      | 26 de maig de 1875     |                                  |
| Francisco González Doria           | 26 de maig de 1875     | 15 de setembre de 1875 |                                  |
| Carlos Fuero                       | 15 de setembre de 1875 | 25 de maig de 1876     |                                  |
| Narciso Dávila                     | 25 de maig de 1876     | 7 de desembre de 1876  |                                  |
| Canuto García                      | 7 de desembre de 1876  | 12 de desembre de 1876 |                                  |
| Genaro Garza García                | 12 de desembre de 1876 | 12 de març de 1877     |                                  |
| Jerónimo Treviño                   | 12 de març de 1877     | 16 d'abril de 1877     | Jerónimo Treviño                 |

## El porfiriato
| Nom                         | Inici                  | Fi                     | Imatge         |
| Genaro Garza García         | 16 d'abril de 1877     | 4 d'octubre de 1879    |                |
| Viviano L. Villarreal       | 4 d'octubre de 1879    | 3 d'octubre de 1881    |                |
| Genaro Garza García         | 4 d'octubre de 1881    | 3 d'octubre de 1883    |                |
| Canuto García               | 4 d'octubre de 1883    | 3 d'octubre de 1885    |                |
| Genaro Garza García         | 4 d'octubre de 1885    | 9 de novembre de 1885  |                |
| Mauro A. Sepúlveda          | 9 de novembre de 1885  | 12 de desembre de 1885 |                |
| Bernardo Reyes              | 12 de desembre de 1885 | 4 d'octubre de 1887    | Bernardo Reyes |
| Lázaro Garza Ayala          | 4 d'octubre de 1887    | 3 d'octubre de 1889    |                |
| Bernardo Reyes              | 4 d'octubre de 1889    | 21 d'abril de 1896     | Bernardo Reyes |
| Carlos Berardi (interí)     | 21 d'abril de 1896     | 23 de maig de 1896     |                |
| Bernardo Reyes              | 23 de maig de 1896     | 3 de desembre de 1897  | Bernardo Reyes |
| Carlos Félix Ayala (interí) | 3 de desembre de 1897  | 19 de desembre de 1897 |                |
| Bernardo Reyes              | 19 de desembre de 1897 | 23 de gener de 1900    | Bernardo Reyes |
| Pedro Benítez Leal (interí) | 23 de gener de 1900    | 29 de desembre de 1902 |                |
| Bernardo Reyes              | 29 de desembre de 1902 | 24 d'octubre de 1909   | Bernardo Reyes |
| José María Mier             | 24 d'octubre de 1909   | 8 de juny de 1911      |                |

## Revolució mexicana
| Nom                               | Inici                 | Fi                    | Imatge                |
| Leobardo Chapa                    | 8 de juny de 1911     | 4 d'octubre de 1911   |                       |
| Viviano L. Villarreal             | 4 d'octubre de 1911   | 22 de febrer de 1913  |                       |
| Jerónimo Treviño                  | 22 de febrer de 1913  | 24 de març de 1913    | Jerónimo Treviño      |
| Salomé Botello                    | 24 de març de 1913    | 1 d'abril de 1914     |                       |
| Leobardo Chapa (provisional)      | 1 d'abril de 1914     | 24 d'abril de 1914    |                       |
| Antonio I. Villarreal             | 24 d'abril de 1914    | 1 d'octubre de 1914   | Antonio I. Villarreal |
| Antonio de la Paz Guerra (interí) | 1 d'octubre de 1914   | 5 de desembre de 1914 |                       |
| Antonio I. Villarreal             | 5 de desembre de 1914 | 5 de gener de 1915    | Antonio I. Villarreal |
| Rafael Cepeda de la Fuente        | 5 de gener de 1915    | 11 de gener de 1915   |                       |
| José Videgaray                    | 11 de gener de 1915   | 15 de gener de 1915   |                       |
| Felipe Ángeles                    | 15 de gener de 1915   | 15 de febrer de 1915  | Felipe Ángeles        |
| Raúl Madero                       | 15 de febrer de 1915  | 29 de maig de 1915    | Raúl Madero           |
| Ildefonso V. Vázquez              | 29 de maig de 1915    | 8 de juny de 1915     |                       |
| Pablo A. de la Garza              | 8 de juny de 1915     | 7 de febrer de 1916   |                       |
| Diódoro de la Garza (interí)      | 7 de febrer de 1916   | 24 de març de 1916    |                       |
| Pablo A. de la Garza              | 24 de març de 1916    | 24 de març de 1917    |                       |
| Alfredo Ricaut                    | 24 de març de 1917    | 1 de juliol de 1917   | Alfredo Ricaut        |
| Nicéforo Zambrano                 | 1 de juliol de 1917   | 4 d'octubre de 1919   |                       |
| José E. Santos                    | 4 d'octubre de 1919   | 10 de maig de 1920    |                       |
| Humberto Barros                   | 10 de maig de 1920    | 12 de maig de 1920    |                       |
| Félix G. Lozano                   | 12 de maig de 1920    | 13 de maig de 1920    |                       |

## Etapa posrevolucionària
| Nom                           | Inici                  | Fi                     | Imatge          |
| Porfirio G. González          | 13 de maig de 1920     | 5 de febrer de 1921    |                 |
| Juan M. García                | 5 de febrer de 1921    | 4 d'abril de 1922      |                 |
| Ramiro Tamez                  | 4 d'abril de 1922      | 29 de novembre de 1922 |                 |
| Leocadio M. González (interí) | 29 de novembre de 1922 | 16 de desembre de 1922 |                 |
| Ramiro Tamez                  | 16 de desembre de 1922 | 13 de març de 1923     |                 |
| Pedro Guajardo (interí)       | 13 de març de 1923     | 24 de març de 1923     |                 |
| Ramiro Tamez                  | 24 de març de 1923     | 27 de març de 1923     |                 |
| Eusebio de la Cueva (interí)  | 27 de març de 1923     | 5 d'abril de 1923      |                 |
| Ramiro Tamez                  | 5 d'abril de 1923      | 17 de juliol de 1923   |                 |
| Eusebio de la Cueva (interí)  | 17 de juliol de 1923   | 14 d'agost de 1923     |                 |
| Ramiro Tamez                  | 14 d'agost de 1923     | 4 d'octubre de 1923    |                 |
| Alfredo Pérez Garza           | 4 d'octubre de 1923    | 4 d'octubre de 1923    |                 |
| Anastasio Treviño Martínez    | 4 d'octubre de 1923    | 3 de novembre de 1923  |                 |
| José Juan Vallejo (interí)    | 3 de novembre de 1923  | 12 de novembre de 1923 |                 |
| Anastasio Treviño Martínez    | 12 de novembre de 1923 | 25 de desembre de 1923 |                 |
| Porfirio G. González          | 25 de desembre de 1923 | 9 d'octubre de 1924    |                 |
| juliol L. Leal (interí)       | 9 d'octubre de 1924    | 17 d'octubre de 1924   |                 |
| Porfirio G. González          | 17 d'octubre de 1924   | 16 d'octubre de 1925   |                 |
| Jerónimo Siller               | 16 d'octubre de 1925   | 4 d'octubre de 1927    | Jerónimo Siller |

## Etapa institucional
| Nom                                    | Inici                  | Fi                     | Imatge                        |
| Aarón Sáenz                            | 4 d'octubre de 1927    | 27 de març de 1928     |                               |
| José Benítez (interí)                  | 27 de març de 1928     | 14 d'agost de 1928     |                               |
| Aarón Sáenz                            | 14 d'agost de 1928     | 6 de novembre de 1928  |                               |
| José Benítez (interí)                  | 6 de novembre de 1928  | 25 de març de 1929     |                               |
| Aarón Sáenz                            | 25 de març de 1929     | 26 d'abril de 1929     |                               |
| Plutarco Elías Calles Chacón (interí)  | 26 d'abril de 1929     | 2 de juny de 1929      |                               |
| Generoso Chapa Garza (interí)          | 2 de juny de 1929      | 12 de juny de 1929     |                               |
| Aarón Sáenz                            | 12 de juny de 1929     | 3 de febrer de 1930    |                               |
| José Benítez (interí)                  | 3 de febrer de 1930    | 12 de setembre de 1931 |                               |
| Aarón Sáenz                            | 12 de setembre de 1931 | 4 d'octubre de 1931    |                               |
| Francisco A. Cárdenas                  | 4 d'octubre de 1931    | 27 de desembre de 1933 |                               |
| Pablo Quiroga Treviño (substitut)      | 27 de desembre de 1933 | 28 de setembre de 1935 |                               |
| Ángel Santos Cervantes (provisional)   | 28 de setembre de 1935 | 4 d'octubre de 1935    |                               |
| Gregorio Morales Sánchez               | 4 d'octubre de 1935    | 11 d'octubre de 1935   | Gregorio Morales Sánchez      |
| José P. Saldaña (interí)               | 11 d'octubre de 1935   | 14 d'octubre de 1935   |                               |
| Gregorio Morales Sánchez               | 14 d'octubre de 1935   | 14 de novembre de 1935 | Gregorio Morales Sánchez      |
| José P. Saldaña (interí)               | 14 de novembre de 1935 | 21 de novembre de 1935 |                               |
| Gregorio Morales Sánchez               | 21 de novembre de 1935 | 31 de desembre de 1935 | Gregorio Morales Sánchez      |
| Alberto Villarreal (interí)            | 31 de desembre de 1935 | 13 de gener de 1936    |                               |
| Gregorio Morales Sánchez               | 13 de gener de 1936    | 1 de maig de 1936      | Gregorio Morales Sánchez      |
| Anacleto Guerrero Guajardo             | 1 de maig de 1936      | 3 d'octubre de 1939    |                               |
| Bonifacio Salinas Leal                 | 4 d'octubre de 1939    | 3 d'octubre de 1943    |                               |
| Arturo B. de la Garza                  | 4 d'octubre de 1943    | 3 d'octubre de 1949    |                               |
| Ignacio Morones Prieto                 | 4 d'octubre de 1949    | 5 de desembre de 1952  |                               |
| José S. Vivanco (sustituto)            | 5 de desembre de 1952  | 3 d'octubre de 1955    |                               |
| Raúl Rangel Frías                      | 4 d'octubre de 1955    | 3 d'octubre de 1961    |                               |
| Eduardo Livas Villarreal               | 4 d'octubre de 1961    | 3 d'octubre de 1967    |                               |
| Eduardo A. Elizondo Lozano             | 4 d'octubre de 1967    | 5 de juny de 1971      |                               |
| Luis M. Farías (sustituto)             | 5 de juny de 1971      | 31 de juliol de 1973   |                               |
| Pedro Zorrilla Martínez                | 1 d'agost de 1973      | 31 de juliol de 1979   |                               |
| Alfonso Martínez Domínguez             | 1 d'agost de 1979      | 31 de juliol de 1985   |                               |
| Jorge Treviño Martínez                 | 1 d'agost de 1985      | 31 de juliol de 1991   |                               |
| Sócrates Rizzo García                  | 1 d'agost de 1991      | 17 d'abril de 1996     |                               |
| Benjamín Clariond Reyes-Retana         | 18 d'abril de 1996     | 3 d'octubre de 1997    |                               |
| Fernando Canales Clariond              | 4 d'octubre de 1997    | 13 de gener de 2003    | Fernando Canales Clariond     |
| Fernando Elizondo Barragán (substitut) | 13 de gener de 2003    | 3 d'octubre de 2003    | Fernando Elizondo Barragán    |
| José Natividad González Parás          | 4 d'octubre de 2003    | 3 d'octubre de 2009    | José Natividad González Parás |
| Rodrigo Medina de la Cruz              | 4 d'octubre de 2009    | Actualitat             | Rodrigo Medina de la Cruz     |